# Художній розпис

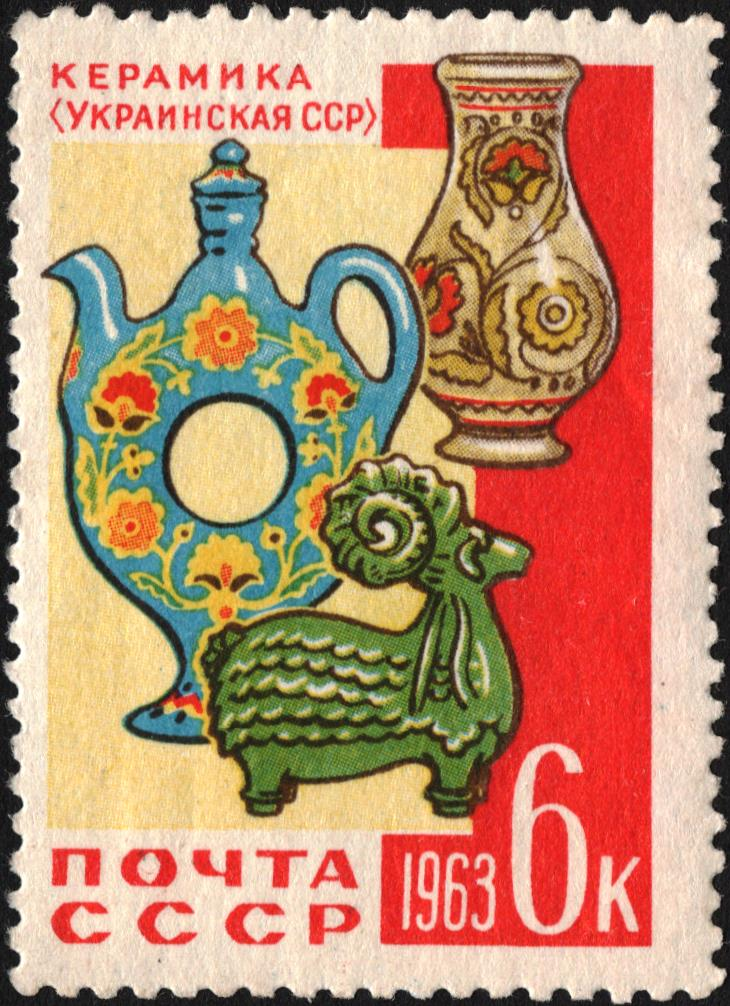
Марка «Опішнянська кераміка»

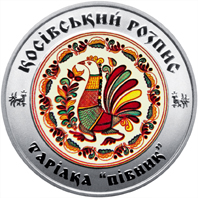
Косівський розпис

Художній розпис (від «писати») — мистецтво декорування фарбами поверхні. Мистецтво розпису відрізняють від живопису. Розпис функціонально і композиційно є частиною задуманого і організованого художником простору.

## Історія розвитку
У добу Античності розписи виконували восковими фарбами або яєчною темперою з подальшим покриттям шаром воску. Під час розкопок археологи знаходили фрески у помешканнях київського регіону періоду 9-12 ст. У 12-13 століттях поряд з технікою письма «по сухому» застосовували роботи по сирій штукатурці. Священик П. А. Флоренський вважав, що іконопис зобов'язаний своїм походженням шляхетного мистецтва давньої стінопису, одному з напрямів художнього розпису. Іконна дошка є своєрідною квінтесенцією стіни, її поверхні, звільненої від випадкових, скороминущих впливів. «У живописі, — писав Флоренський, — образотворча площина зводиться до умовного. Неправильно було б зробити висновок, що стінописне, як і іконописне, зображення повинно неодмінно мати якості площинності, проте уявна глибина зображення, на відміну від живопису, в цьому мистецтві узгоджується з тактильними відчуттями». У 19 столітті художній розпис був широко розповсюджений. Ним оздоблювали стіни, двері, сволоки хат, меблі та господарські речі. Використовували кольорову глину, додаючи сажу та синьку, а також рослинні та мінеральні фарби. Попередніх ескізів до малюнку не робили, розпис не мав чіткої схеми підготовки. Він робився зразу чи взагалі тільки поновлювався попередній малюнок. Робили це два рази в рік, і щоразу це проводилось до певної події — перед святами весною та восени. Розпис виконували тільки жінки. У двадцятому столітті вживали анілінові барвники. Застосування мінеральних фарб збільшило кольорову палітру.
Особливо часто використовували в орнаментах квіти.

## Український народний розпис
Фарби для українського народного розпису використовувались природного походження. Добували їх з сажі, ягід бузини, соку лободи, відвару цибулевого лушпиння, соку вишень або шовковиці, пелюсток соняшнику, або брали анілінові фарби, глину. Часом рослинний сік перемішували з білою глиною, сажею, товченим вугіллям, або брали червону глину. Майстрині отримували палітру кольорів і відтінків. До фарб додавали яєчний жовток або молоко. Фарба з такими домішками була тривкою і не змінювала колір.

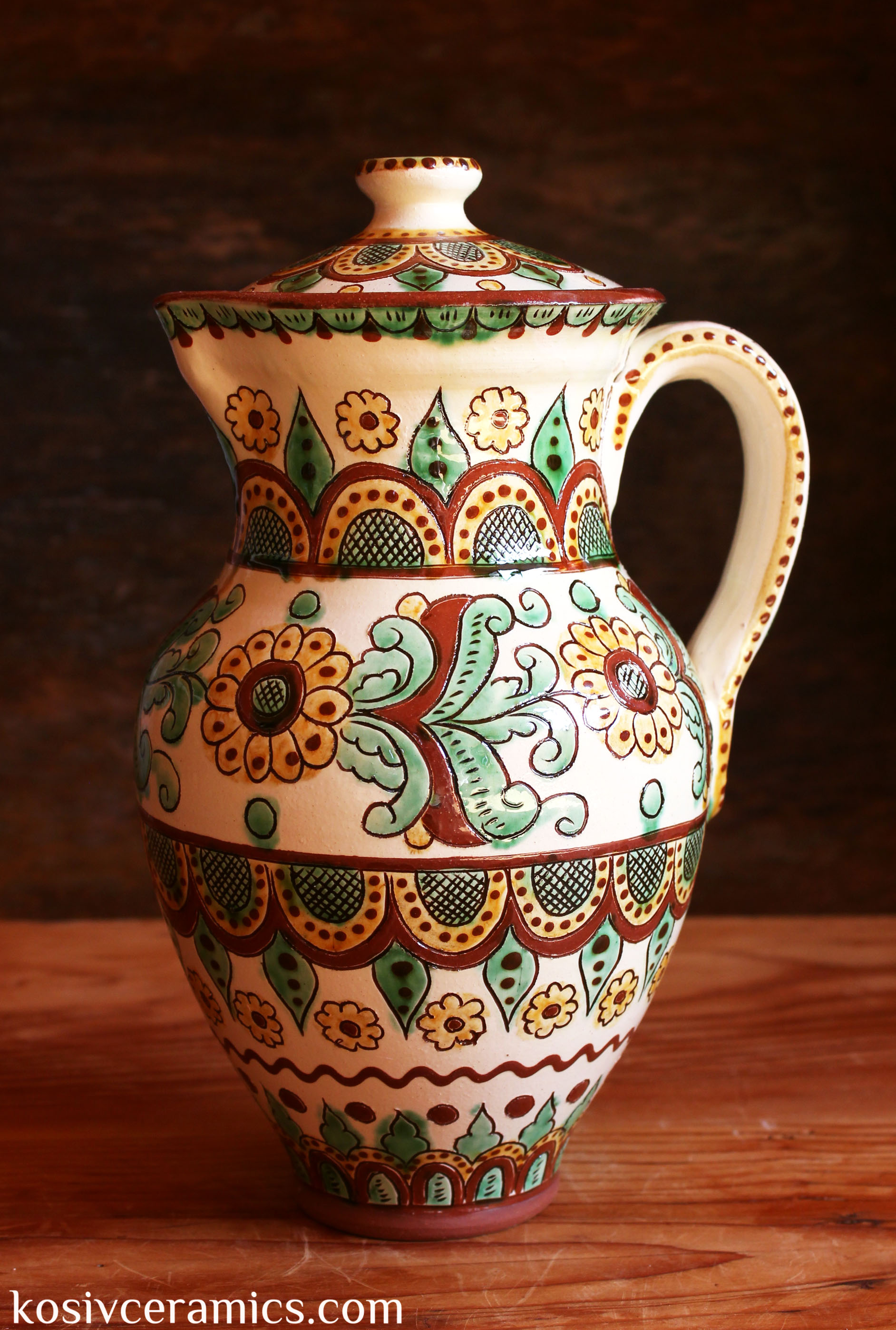
Глечик, косівська кераміка

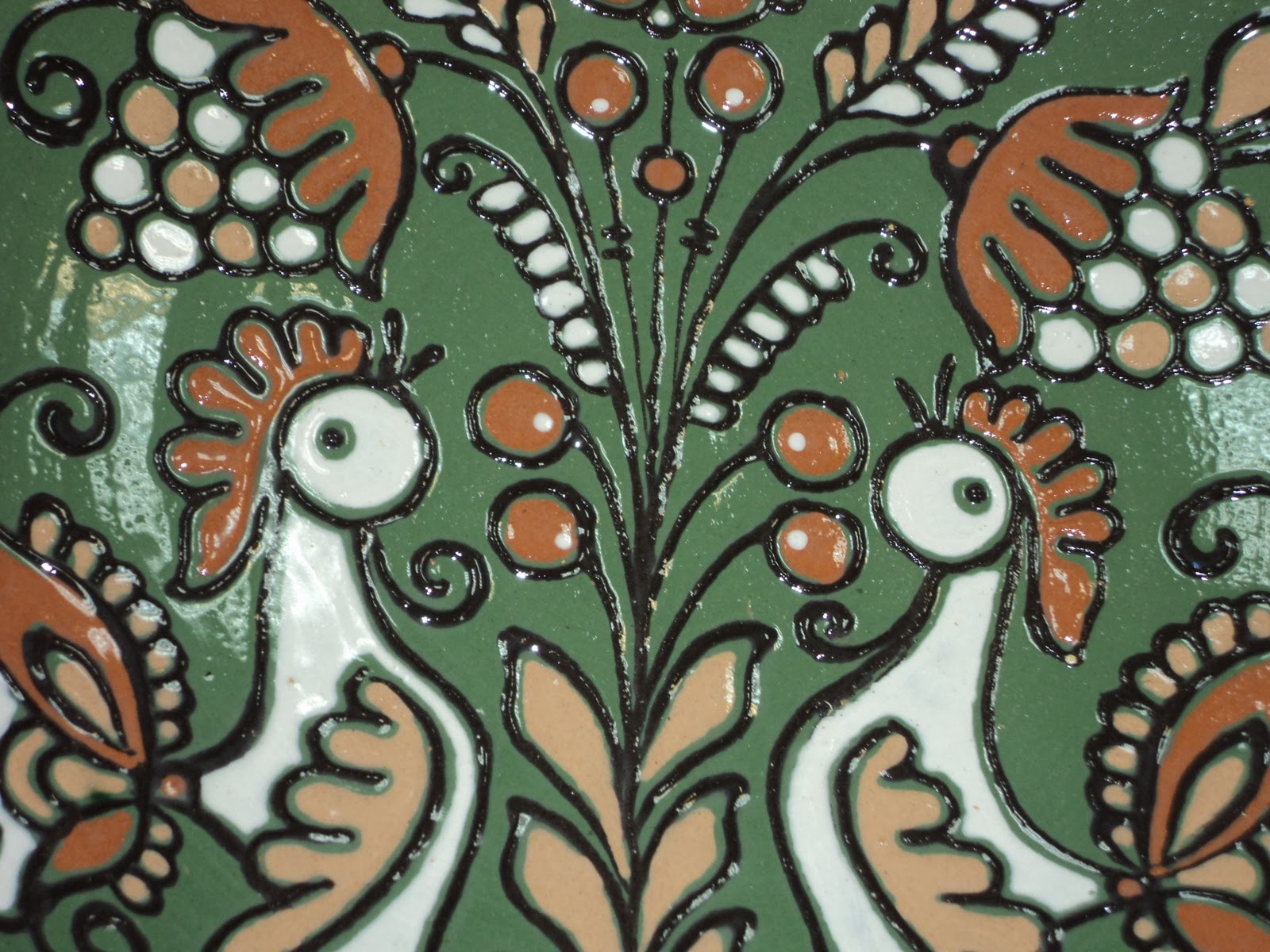
Опішнянський орнамент

Розписували пензлями з котячої шерсті, навіть користувались звичайною ганчіркою. Щоб правильно та чітко зобразити геометричні фігури, використовували посуд чи шнурки.
Розпис був пов'язаний з силами природи, прив'язував її до світу, до землі. Символіка несла народні знання і вірування. Спочатку елементи розпису були подібні до характеру орнаментів у вишивці, килимарстві тощо. Згодом розпис став усе більше самостійним видом творчості і продовжував розвиватись за своїми законами.

### Васильківський розпис
У васильківському розписі яскраво виражена стилізація форм, поєднуються рослинні мотиви та зображення тварин. Декоративності йому надає рослинний візерунок із мазків. Основні кольори цього розпису: червоний, синій і жовтий створюються у традиціях народної кераміки, мають національний колорит. Художники розписують набори для молока, води, вареників, салатниці, вази, вазони для квітів, тарілки, горщики, сувеніри, скульптури тощо. Користуються переважно розписом контурним і фляндрівкою або вкривають поливами зеленого і жовтого кольорів. У декорі використовують рослинний та геометричний орнаменти.

### Косівський розпис
Косівський розпис виник в українських Карпатах. Центром вважається місто Косів, Івано-Франківської області. Появу стимулював розвиток соледобувної промисловості. На виробах в стилі народного примітивізму розписували рослинні мотиви; зображення птахів, звірів та інші традиційні малюнки. Майстри розпису по кераміці та дереву використовують гуцульські мотиви. У цьому розписі переважають коричневі барви в поєднанні з жовтуватими та зеленими кольорами на білому фоні. Основні елементи косівського розпису — квіти, візерунки, що переходять у геометричний орнамент; птахи та зображення людей у національному гуцульському одязі. Основні елементи косівського розпису — це квіти, пелюстки, листки-завитки, крапки та лінії-мережива.

### Миколаївський розпис
Миколаївський розпис

### Опішнянський розпис

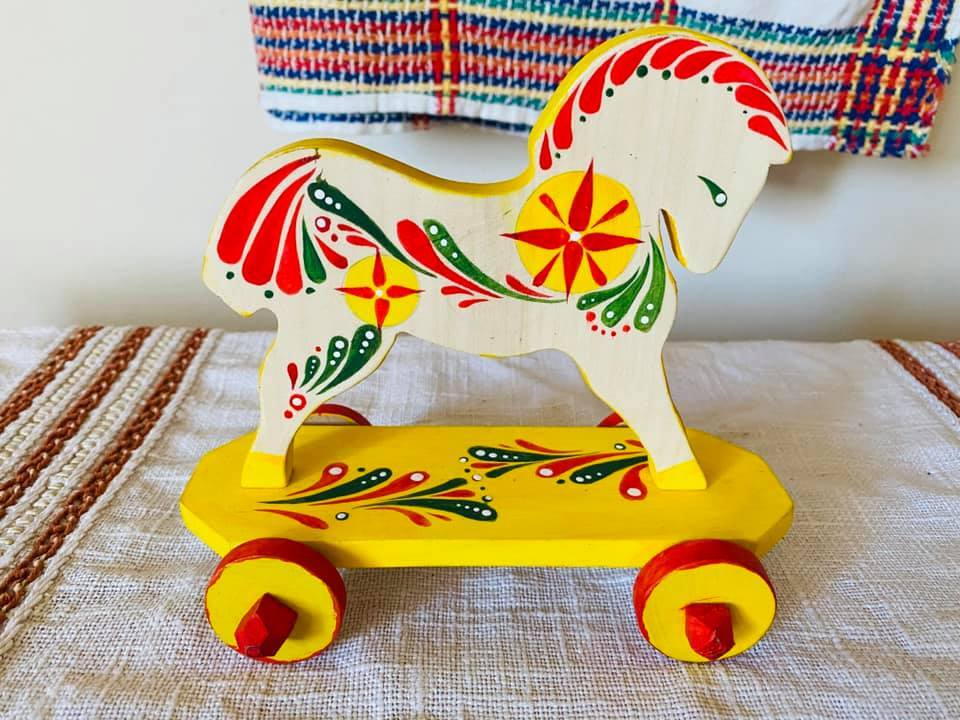
Яворівська іграшка

Центром є село Опішня на Полтавщині. Опішнянський розпис об'єднує декоративно-стилізовані форми, пишний рослинний орнамент червоного, зеленого, білого, коричневого і чорного кольорів. Вони надають опішнянським розписам неповторності та чарівності. Для опішнянського розпису властиві зображення птахів без особливої пишності. Також опішнянському розпису використовують чорне обведення візерунків і контурів.

### Петриківський розпис
Петриківський розпис

### Яворівський розпис
Назва розпису походить від села Яворів на Львівщині. Майстри яворівського розпису створюють орнаментальні композиції на дерев'яних предметах: дитячих меблях, комплектах для кухні, декоративних виробах. Яворівський розпис має свої давні традиції. Найбільш часто він використовувався при прикрашанні скринь. Як правило, орнамент складався з рослинних і геометричних мотивів. Широко застосовувався яворівський розпис і на дерев'яних іграшках— кониках, метеликах, пташках, візочках, виготовлених з дерева із оригінальною конструкцією, механікою для кожної забавки, які за задумом були прості, реалістичні, привабливі. Різновидом розпису дерев’яних виробів було малювання сувенірних точених виробів (вазочки, грибки, яйця-мальованки) або ж предметів побуту (кухонні дощечки, лопатки, ложки). Яворівський розпис вирізняють характерні елементи (квіти, ружі, зірки, віночки, качечки, кривульки, цяточки, рисочки тощо) і переважно п'ять кольорів (зелений, жовтий, червоний, коричневий, білий та їх похідні).